# 639. grenadirski polk (Wehrmacht)
639. grenadirski polk (izvirno nemško 639. Grenadier-Regiment; kratica 639. GR) je bil pehotni polk Heera v času druge svetovne vojne.

## Zgodovina
Polk je bil ustanovljen 15. februarja 1945 s preoblikovanjem 639. pehotnega poljskošolskega polka in dodeljen Pehotni diviziji Kurland.